# Ben Siras alfabet
Ben Siras alfabet (Alphabetum Siracidis, Othijoth ben Sira) är en anonym medeltida text tillskriven Ben Sira (Sirach), författare till Ecclesiasticus. Verket är en sammanställning av två listor med ordspråk, 22 på arameiska och 22 på hebreiska, formulerade som akrostikon. Här kan man bland annat läsa om Lilit, som anses vara Adams första hustru.